# Уча (приток Шии)
Уча — река в России, протекает по Кукморскому и Мамадышскому районам Республики Татарстан. Левый приток Шии, бассейн Камы.

## География
Уча начинается несколькими истоками на плато на правобережье Вятки. В верхнем течении запружена, течёт на юг. На обоих берегах деревня Старая Уча, за которой справа впадает приток Ушман. Ниже устья Ушмана по правому берегу расположены населённые пункты Новая Уча, Нижняя Уча, Верхний Таканыш, Средний Таканыш и Нижний Таканыш, за которым река поворачивает на юго-восток. Впадает в Шию в 43 км от устья последней, напротив деревни Дусаево. Длина реки составляет 24 км.

## Данные водного реестра
По данным государственного водного реестра России относится к Камскому бассейновому округу, водохозяйственный участок реки — Вятка от города Вятские Поляны и до устья, речной подбассейн реки — Вятка. Речной бассейн реки — Кама.
Код объекта в государственном водном реестре — 10010300612111100040691.